# コンゴ共和国の音楽
コンゴ共和国（もしくはコンゴ＝ブラザヴィル）は、隣国であるコンゴ民主共和国(DRC,コンゴ＝キンシャサ）と密接な音楽的繋がりを持ったアフリカのネイション（国民/国家/民族）である。コンゴ共和国は旧フランス領であり、コンゴ民主共和国（旧ザイール）は旧ベルギー領だった。

## 歴史
コンゴ（俗称・西コンゴ）にもサブ・サハラ・アフリカ音楽の伝統があり、また人口比ではコンゴ48%、サングハ20%、ウボチ12%、テケ7%、ヨーロッパとその他が3%、コンゴの人口はアメリカ合衆国のデータでは約449万2千人(2013年)である。
コンゴ民主共和国で生まれたポピュラー音楽であるスークースは国境を越えてポピュラーであり、ニノ・マラプやジャン・セルジュ・エッスーのような両国のミュージシャンはこの地域全体を流動的に移動してよく似た様式の音楽を演奏している。ブラザヴィルは1990音代後半の危機まで主要な音楽シーンを擁しており、スークースと他のコンゴのポピュラー音楽の様式の発展に不可欠の役割を果たしたBantous de la Capitaleのような、ポピュラーなバンドを生み出している。ヒップ＝ホップグループの"Bisso na Bisso"もまたコンゴ出身である。
コンゴ共和国の民俗楽器にはシロフォンとmvetが存在する。mvetはツィター＝ハープの一種であり、アフリカ、アジア双方の別の場所でも似たような様式が散見される。mvetは1つまたは2つの瓢箪を共振器として、長い管から製作される。
スークースはコンゴ民主共和国のポピュラー音楽と密接な結び付きを持っていたが、キンシャサとブラザヴィルの二つのローカルなシーンでの初期のスークースの発達は非常に重要な役割を果たした。両都市では、アメリカのオーケストラ・スタイル（スークース・soukous, キリキリ・kirikiri, カソンゴ・kasongoなどと呼ばれた）が伝統音楽やジャズに影響を受けたルンバ（キューバ音楽の一種）を演奏した。スークースはこのような様式の混合から生まれ、ダンス音楽として1950年代と1960年代に多数の異なったオーケストラの間でポピュラーとなった。